# Sable (jeu vidéo)
Pour les articles homonymes, voir Sable (homonymie).
Sable est un jeu vidéo d'exploration de monde ouvert développé par Shedworks et édité par Raw Fury, sorti le 23 septembre 2021 sur les plates-formes Windows, Xbox One et Xbox Series et sur PlayStation 5 le 29 novembre 2022.

## Système de jeu
Sable est un jeu vidéo d'exploration en monde ouvert dans lequel le joueur incarne Sable, une jeune fille d'un clan nomade en plein rite de passage cherchant un masque correspondant à la vie qu'elle souhaite mener. Le jeu n'a pas de combat. Il met l'accent sur la résolution d'énigmes simples et la découverte, traversant des dunes de sable et des ruines.
Certaines parties du jeu sont personnalisables, comme le véhicule et la tenue de Sable.

## Développement
Daniel Fineberg et Gregorios Kythreotis ont commencé le développement sur Sable en 2017. L'équipe de développement indépendante de deux personnes est connue sous le nom de Shedworks. L'écrivain Meg Jayanth et la musicienne Japanese Breakfast ont également contribué au jeu.
Le concept du jeu est venu de la planète Jakku du film Star Wars, épisode VII : Le Réveil de la Force. Son style d'art a été inspiré par le Studio Ghibli et Jean Giraud (Mœbius). Chacun des environnements du jeu est conçu à la main.
Le jeu a été créé lors du PC Gaming Show 2018. Initialement prévu pour 2019, le jeu a été retardé deux fois pour une sortie en 2021. Sa sortie est prise en charge par Raw Fury et Microsoft.